# Lapeyrouse (Puy-de-Dôme)
 Lapeyrouse  es una población y comuna francesa, situada en la región de Auvernia, departamento de Puy-de-Dôme, en el distrito de Riom y cantón de Montaigut.

## Demografía
| 993 | 919 | 770 | 700 | 575 | 587 |
| Para los censos de 1962 a 1999 la población legal corresponde a la población sin duplicidades (Fuente: INSEE [Consultar]) |     |     |     |     |     |